# Javicia Leslie
Javicia Leslie (Augsburgo, 30 de maio de 1987) é uma atriz estadunidense de origem alemã, radicada nos Estados Unidos. Leslie teve seu primeiro papel de destaque no filme televisivo de drama Swim at Your Own Risk (2016) antes de seu papel protagonista na série televisiva de drama The Family Business (2018–) e na comédia God Friended Me (2018–2020). 
Em 2020, Leslie foi anunciada como a nova protagonista da série televisiva Batwoman (2018–2022) no papel de Ryan Wilder após a saída conturbada de Ruby Rose. Ela também ganhou destaque ao fazer parte do reboot MacGyver e da produção God Friended Me.

## Carreira

### Batwoman(2020–2022)
Em 2020, após um longo mistério, Leslie foi anunciada como a nova protagonista de Batwoman. Anteriormente, os produtores haviam dito que a próxima intérprete da personagem deveria ser necessariamente bissexual, como a personagem e a própria Ruby Rose. Além disso, com o anúncio, Leslie tornou-se a primeira mulher afro-americana a ostentar o manto de "mulher-morcego". Rose chegou a publicar em sua conta oficial no Instagram uma mensagem de apoio a sua substituta.